# Enole

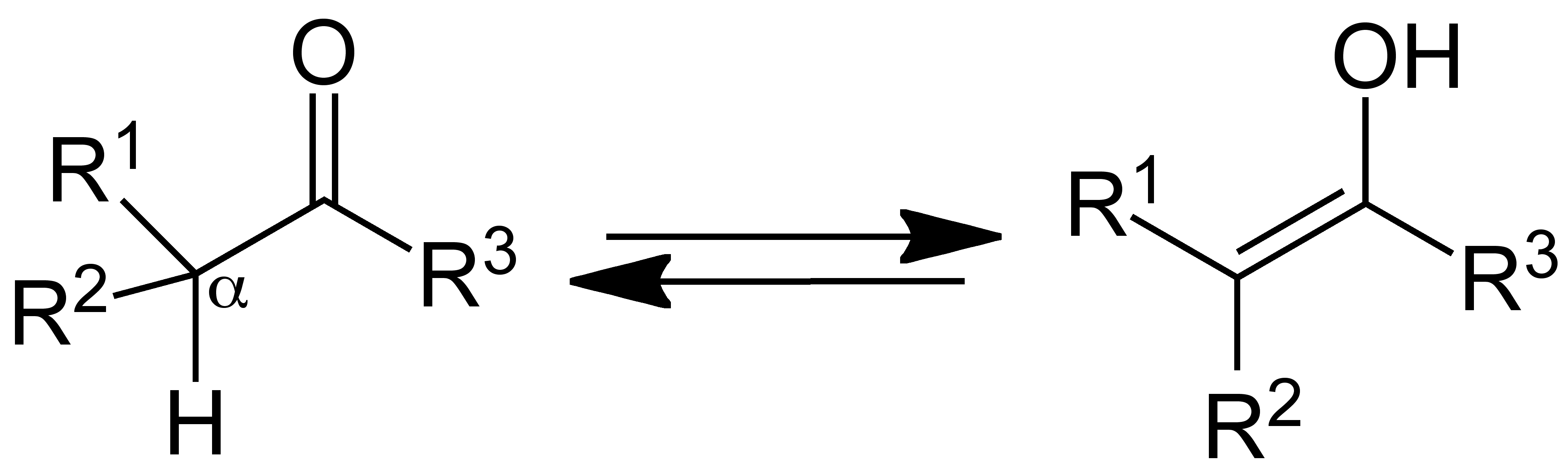
Równowaga ketonowo–enolowa

Enole – związki organiczne, w których grupa hydroksylowa (–OH), występuje przy wiązaniu podwójnym węgiel–węgiel (HO–C=C).
Enole występują w równowadze z odpowiednimi ketonami lub aldehydami. Stan taki jest nazywany równowagą ketonowo–enolową, a sam proces przekształcania ketonu lub aldehydu w enol nazywa się enolizacją.
Równowaga ta jest najczęściej przesunięta w stronę ketonów lub aldehydów. W czystym aldehydzie octowym w temperaturze pokojowej występuje ok. 1,5% enolu. Wyższa temperatura, bardziej alkaliczne środowisko, a także podstawniki wyciągające elektrony sprzyjają przesuwaniu równowagi enol–keton w stronę enolu. Równowaga ta jest też zazwyczaj bardziej przesunięta w stronę enoli w przypadku diketonów niż ketonów.
Enolizacja jest jednym z przykładów tautomerii.
O istnieniu równowagi ketonowo-enolowej można wnioskować na podstawie danych spektroskopowych, na przykład rejestrując w widmach IR sygnały charakterystyczne dla wiązań O–H i C=C.
Pośrednio istnienia enoli można dowieść, obserwując przebieg niektórych reakcji z udziałem aldehydów i ketonów reagujących jak alkohole, na przykład aldehydu octowego z chlorotrimetylosilanem:
CH3CHO + ClSi(CH3)3 → CH2=CH–OSi(CH3)3
Przebieg tej reakcji można wyjaśnić tylko zakładając istnienie równowagi keto–enolowej. Chlorotrimetylosilan nie reaguje z aldehydem octowym jako takim, reaguje natomiast ilościowo z alkoholami. Układ w stanie równowagi keto-enolowej odtwarza formę enolową w trakcie procesu do wyczerpania jednego z reagentów.